# Gmina Siechnice

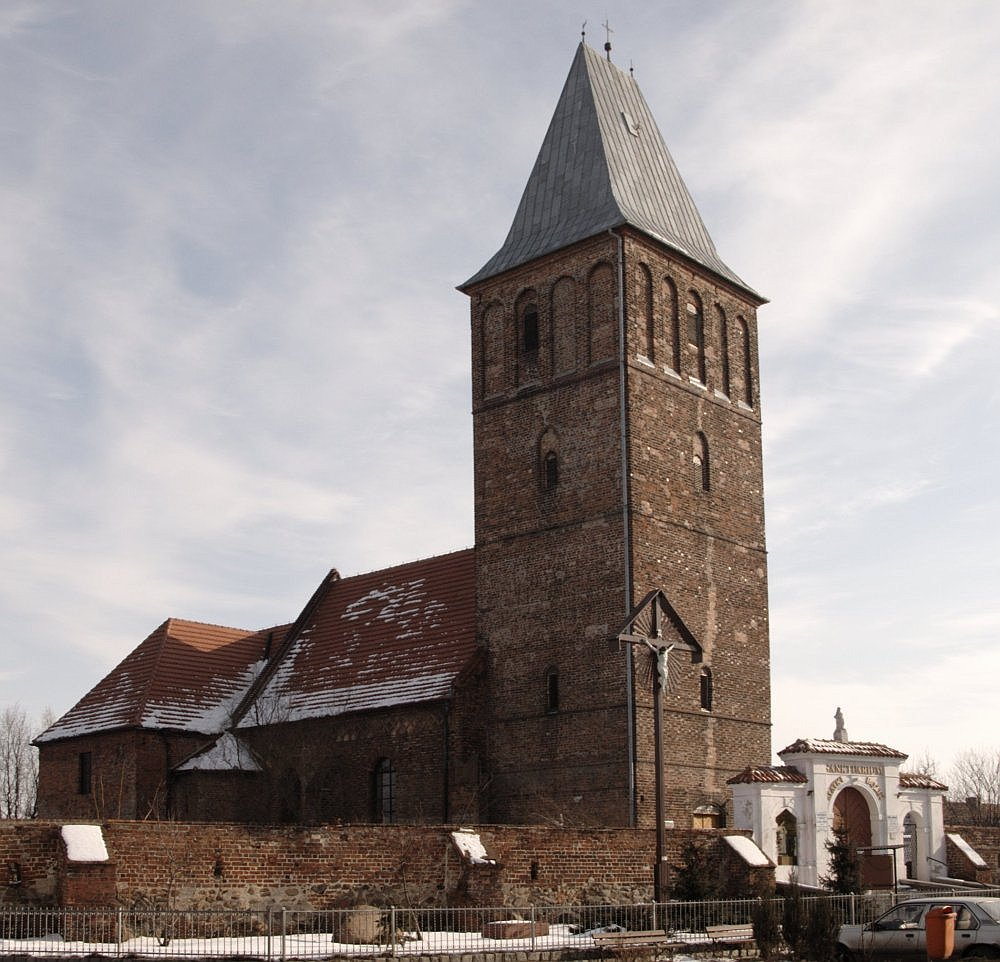
Hl. Katharina von Alexandrien Kirche in Święta Katarzyna (Kattern)

Schloss Boguslawitz (1910)

Die Gmina Siechnice, bis 2009 Gmina Święta Katarzyna, ist eine Stadt- und Landgemeinde im Powiat Wrocławski der Woiwodschaft Niederschlesien in Polen. Ihr Sitz ist Siechnice (Tschechnitz).

## Geographie
Die Gemarkung der Stadt- und Landgemeinde Siechnice liegt südöstlich der Stadt Breslau, an die sie direkt anschließt.

## Gemeinde
Eine Besonderheit der Stadt- und Landgemeinde war, dass ihr Sitz bis zum 1. Januar 2010 das Dorf Święta Katarzyna (Kattern) war. Die einzige Stadt in der Gemeinde ist seit 1997 Siechnice.
Die Einwohnerzahl beträgt 15.000 Personen, die Fläche 98,57 km² (davon sind 66,26 km² landwirtschaftlich genutzte Flächen und 10,29 km² Wälder). In der Gemeinde gibt es 23 Orte, darunter die Stadt. In den vier größten Orten Siechnice, Radwanice (Radwanitz), Święta Katarzyna und Żerniki Wrocławskie (Schönborn) leben etwa 70 % der Bevölkerung der Gemeinde. Wegen der Nähe der Großstadt Breslau hat sich im Gebiet der Gemeinde kein Mittelzentrum herauskristallisiert.
Die Gemeinde liegt an der Bahnstrecke Breslau–Oppeln sowie an einer Landesstraße. Im Gebiet der Gemeinde gibt es fünf Eisenbahn-Haltepunkte, an denen Personenzüge (polnisch Pociąg Osobowy) halten. Das Dorf Święta Katarzyna ist mit einer Buslinie der Breslauer Verkehrsbetriebe mit der Stadt Breslau verbunden; die anderen Orte sind mit den Linien der Busverkehrsgesellschaft PKS erschlossen.
Die erste urkundliche Erwähnung von Święta Katarzyna stammt aus dem Jahre 1257; Siechnice wurde zuerst im Jahre 1253 erwähnt. In Biestrzyków (Eckersdorf) befindet sich ein Wohnturm aus dem 14./15. Jahrhundert.
Am Anfang des 20. Jahrhunderts wurde Siechnice industrialisiert; u. a. wurde durch das Elektrizitätswerk Schlesien ein Kraftwerk gebaut.

## Gliederung
Die Stadt- und Landgemeinde Siechnice umfasst neben der Stadt Siechnice (Tschechnitz, 1936–1945 Kraftborn) folgende 18 Dörfer (deutsche Namen bis 1945):
| - Biestrzyków (Eckersdorf) - Bogusławice (Boguslawitz, 1936–1945 Schwarzaue) - Groblice (Grebelwitz) - Grodziszów (Rohrau) - Iwiny (Oldern) - Kotowice (Kottwitz) - Łukaszowice (Grunau, 1939–1945 Groß Grunau) - Mokry Dwór (Althofnaß) - Ozorzyce (Oderwitz, 1937–1945 Schildern) | - Radomierzyce (Riembergshof) - Radwanice (Radwanitz, 1937–1945 Wasserborn) - Smardzów (Schmartsch, 1937–1945 Dörfel) - Sulimów (Sillmenau) - Sulęcin (Saulwitz) - Święta Katarzyna (Kattern) - Trestno (Treschen) - Zacharzyce (Sacherwitz, 1937–1945 Sachern) - Zębice (Sambowitz, 1936–1945 Seydlitzaue) - Żerniki Wrocławskie (Schönborn) |

## Partnerstadt
- Sin-le-Noble, Frankreich